# Autobahndreieck Funkturm
Das Autobahndreieck Funkturm befindet sich am westlichen Berliner Stadtring (A 100) im Berliner Bezirk Charlottenburg-Wilmersdorf, das nach Süden die A 115 (AVUS) zum Autobahndreieck Nuthetal anbindet. Das Dreieck ist nach dem nahegelegenen Funkturm benannt, der auf dem Messegelände steht und aus verschiedenen Richtungen weithin sichtbar ist.

## Lage und Führung
Die Haupttrasse führt in einem Schwenk nach Südosten und verbindet die von Westen kommende A 100 mit der nach Süden verlaufenden A 115. Direkt westlich neben der A 100 steht der auffällig geformte und mit Metall verkleidete Bau des Internationalen Congress Centrums (ICC).
Ein weiteres markantes Gebäude am Autobahndreieck Funkturm ist das 1935 begonnene frühere Verwaltungsgebäude der AVUS GmbH mit dem runden Zielrichterturm an seinem Südende, das genau an der Zubringerkurve der AVUS steht. Es beherbergt das Motel und Restaurant Avus (Ausfahrt Rasthof AVUS) mit durch die runde Bauform bedingt guter Aussicht Richtung Süden und Westen. Das Gebäude trägt als Werbung unter anderem einen fest installierten Mercedes-Stern auf dem Dach.

## Geplanter Umbau
Aufgrund des schlechten baulichen Zustands der stark befahrenen Fahrbahnen und der Brückenbauwerke sowie der ungünstigen und stauanfälligen Verkehrsführung sollte das Autobahndreieck ab 2015 komplett umgebaut werden. Dabei war vorgesehen, dass das Autobahndreieck und die Anschlussstelle räumlich getrennt werden. Die Anmeldung des Vorhabens zum Bundesverkehrswegeplan 2030 ist erfolgt. 50,5 Millionen Euro wurden für den Umbau veranschlagt.
Eine vom Berliner Senat in Auftrag gegebene Studie kam aber schon 2015 zu dem Schluss, dass ein „Neubau im Bestand“ mit „freier Trassierung“ sinnvoll sei. In der Studie wurde auch der Bau einer Hochstraße über die Avus-Nordkurve geprüft. Für die Vorzugsvariante zum Umbau des Autobahndreiecks wurden ein Planungszeitraum von sieben Jahren und Gesamtkosten in Höhe von etwa 264 Millionen Euro ermittelt.
In dem Geflecht von Spannbetonbrücken aus den 1960er Jahren haben Fachleute inzwischen Konstruktionsfehler ausgemacht. Ziel des Umbaus ist demnach zunächst, die Verkehrssicherheit zu erhalten. Ein Komplettneubau war Anfang 2018 noch nicht abzusehen.

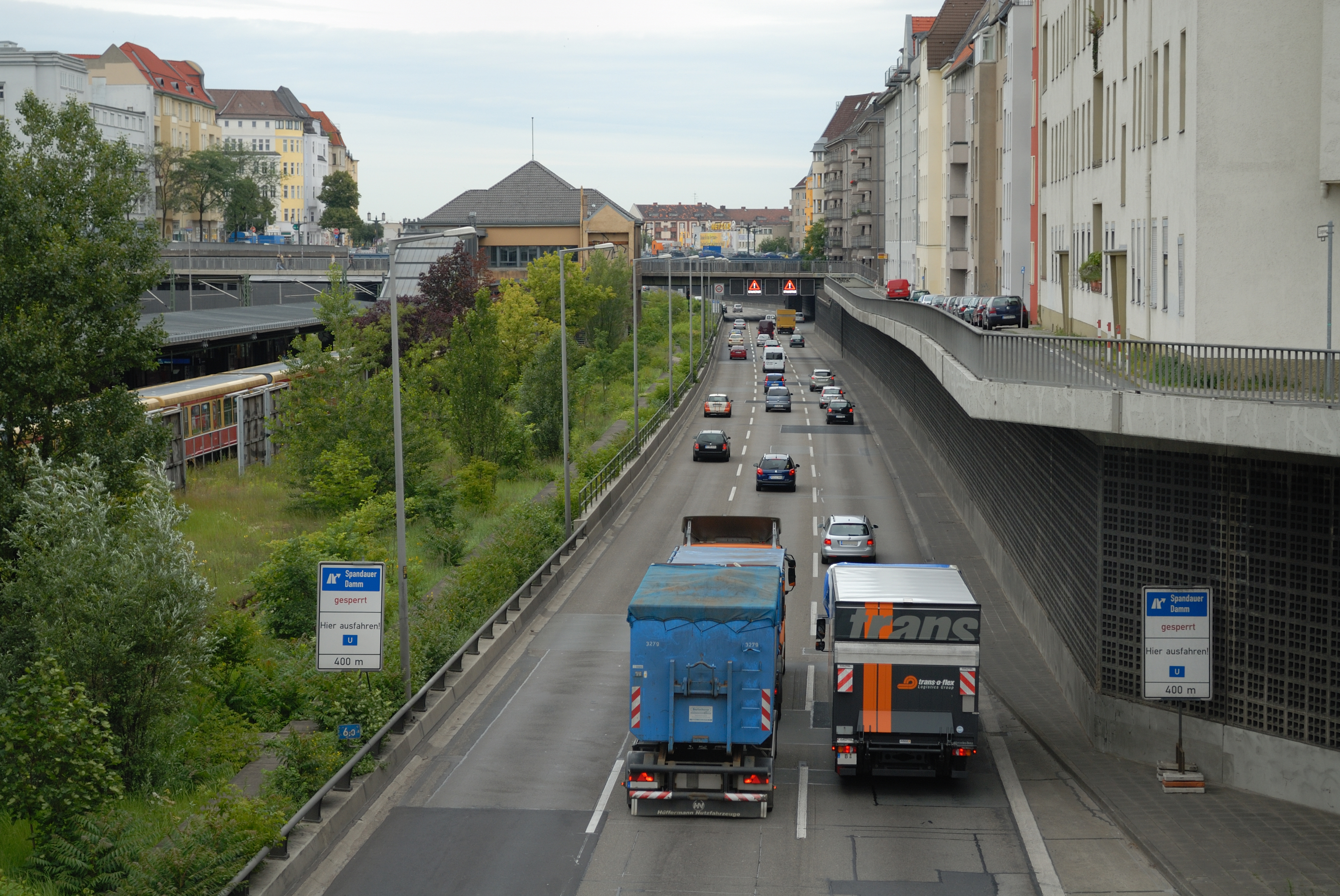
A 100 am AD Funkturm in Richtung Norden
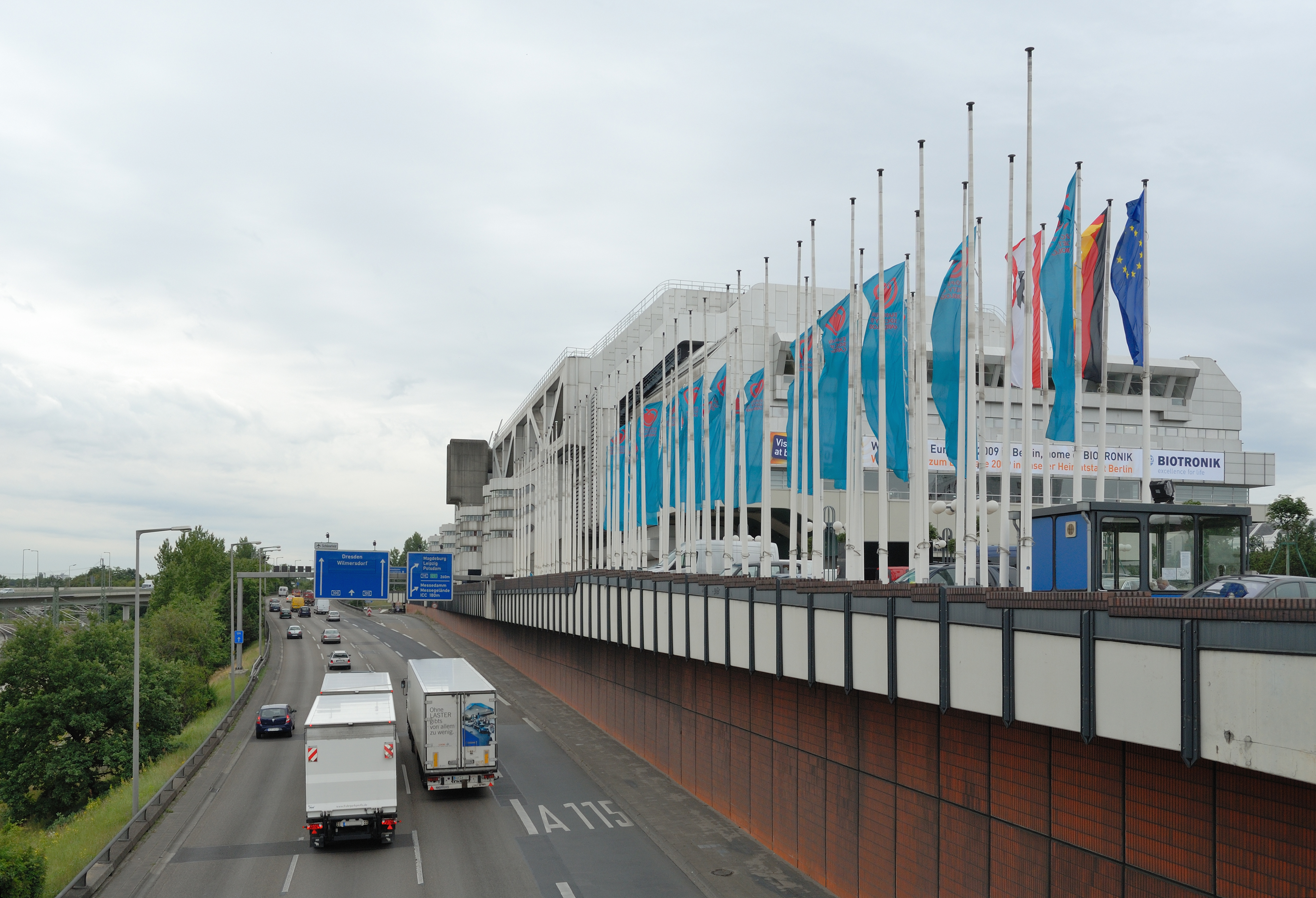
A 100 am AD Funkturm in Richtung Süden mit dem ICC
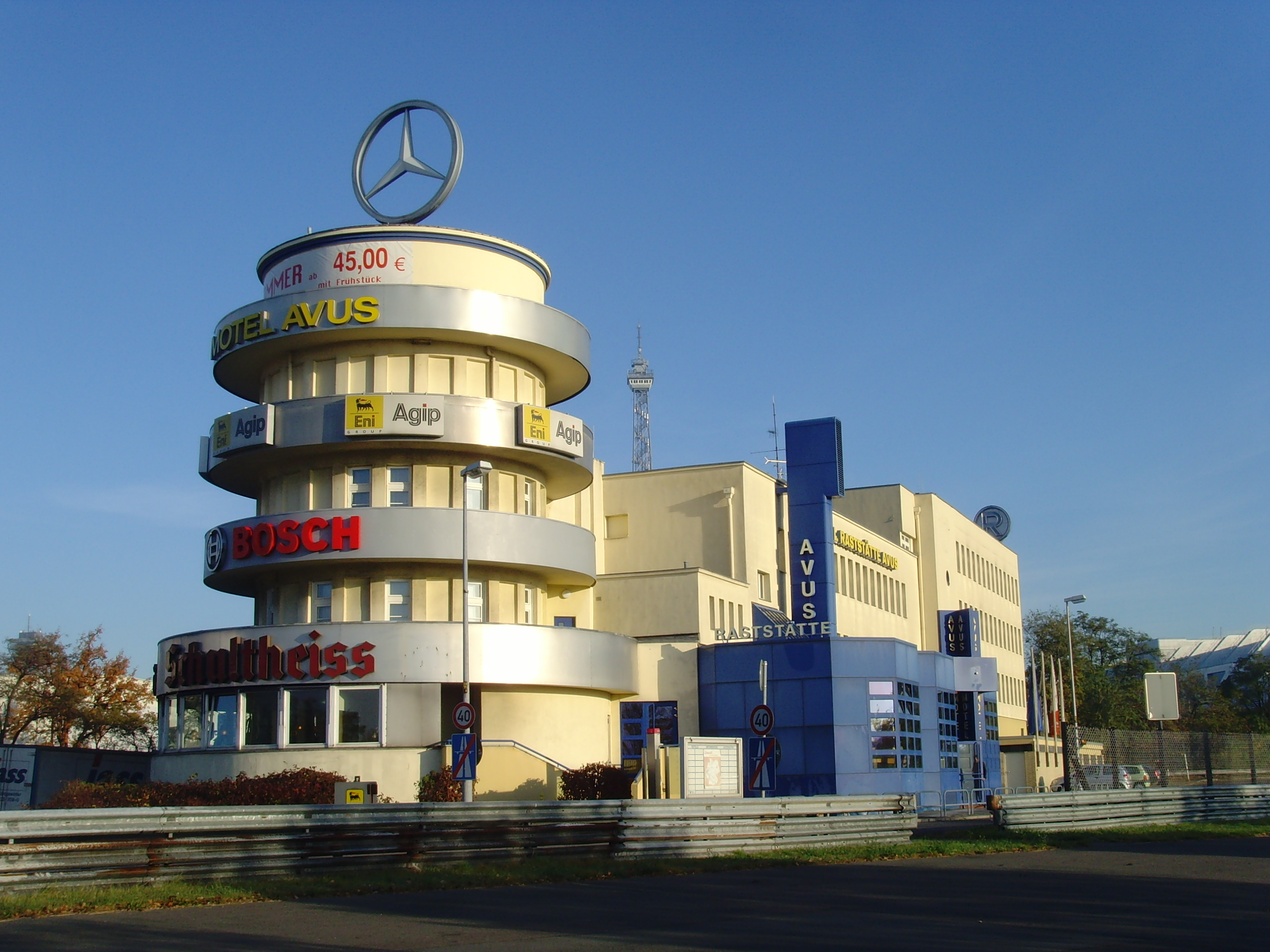
Motel und Rasthof AVUS

Nach etlichen Jahren der reinen notwendigen Erhaltungsarbeiten sind im Frühjahr 2024 konkretere Umbaupläne des Senats bekannt geworden. Die mit den Bauarbeiten beauftragte Projektgesellschaft DEGES will unter Berücksichtigung einer möglichst geringen Beeinträchtigung des fließenden Verkehrs in drei Bauabschnitten vorgehen. Zunächst wird neben der Rudolf-Wissell-Brücke ein erster Teil für eine neue Brücke errichtet, dann ein zweiter Überbau begonnen und schließlich das 60 Jahre alte Bauwerk abgetragen. Im nächsten Abschnitt wird die A 111 mit ihren insgesamt 264 Ingenieurbauwerken (Brücken, Tunnel, Trogbauwerke, Verkehrszeichenbrücken, Schranken, Lärmschutz- und Stützwände sowie Entwässerungsbauwerke) grundsaniert. Insgesamt wird mit acht Jahren Bauzeit und Gesamtkosten in Höhe von inzwischen mehr als 410 Millionen Euro gerechnet. Weil aber noch kein Baurecht beschlossen wurde, liegen noch keinerlei Termine fest. Positive Schätzungen gehen von einem Baustart im Jahr 2026 aus.

## Verkehrsaufkommen
Am Dreieck verlaufen zwei der meistbefahrenen Autobahnabschnitte Deutschlands (Stand: 2015). Gegenüber ersten Verkehrsangaben aus den 1960er Jahren hat sich die tägliche Belastung am Knotenpunkt Kaiserdamm um rund das Zwölffache erhöht:
| Von                       | Nach                      | Durchschnittliche tägliche Verkehrsstärke | Durchschnittliche tägliche Verkehrsstärke | Durchschnittliche tägliche Verkehrsstärke | Durchschnittliche tägliche Verkehrsstärke | Anteil Schwerlastverkehr | Anteil Schwerlastverkehr | Anteil Schwerlastverkehr |
| Von                       | Nach                      | 2005                                      | 2010                                      | 2015                                      | 2023                                      | 2005                     | 2010                     | 2015                     |
| ------------------------- | ------------------------- | ----------------------------------------- | ----------------------------------------- | ----------------------------------------- | ----------------------------------------- | ------------------------ | ------------------------ | ------------------------ |
| AS Kaiserdamm-Süd (A 100) | AD Funkturm               | 181.500                                   | 151.300                                   | 165.300                                   | 230.000                                   | 4,8 %                    | 4,6 %                    | 4,3 %                    |
| AD Funkturm               | AS Kurfürstendamm (A 100) | 191.400                                   | 186.100                                   | 152.800                                   |                                           | 3,9 %                    | 3,7 %                    | 5,2 %                    |
| AD Funkturm               | AS Hüttenweg (A 115)      | 088.800                                   | 082.900                                   | 084.700                                   |                                           | 7,0 %                    | 5,9 %                    | 6,7 %                    |